# كأس الاتحاد 1968
كأس الاتحاد 1968 (بالفرنسية: Coupe de la Fédération 1968)‏ هو الموسم 6 من  كأس فيد. أقيم خلال الفترة 21 مايو 1968 وحتى 26 مايو 1968، وفاز فيه منتخب أستراليا لكأس فيد.